# Schwaigbach (Ammer)
Der Schwaigbach ist ein Bach in der Gemeinde Rottenbuch im Landkreis Weilheim-Schongau in Bayern. Der Bach ist etwa 850 Meter lang. Er bildet den Abfluss des Schwaigsees und mündet in die Ammer.

## Verlauf
Der Ursprung des Schwaigbachs liegt am Ostende des Schwaigsees auf einer Höhe von etwa 831 m ü. NHN. Der Bach fließt nach Osten und schneidet sich dabei immer tiefer in die Umgebung ein. Beim Erreichen der Ammerschlucht wendet er sich nach Südosten und mündet auf einer Höhe von etwa 725 m ü. NHN von links in die Ammer.